# Norra Skrävlinge församling
Norra Skrävlinge församling var en församling i Lunds stift och i Svalövs kommun. Församlingen uppgick 2006 i Teckomatorps församling.

## Administrativ historik
Församlingen har medeltida ursprung. Före den 1 januari 1886 (ändring enligt beslut den 17 april 1885) var namnet Skrävlinge församling.
Församlingen var till 1962 annexförsamling i pastoratet Torrlösa och (Norra) Skrävlinge. Från 1962 till 2002 var den moderförsamling i pastoratet Norra Skrävlinge, Norrvidinge och Källs-Nöbbelöv som till 1992 även omfattade Södervidinge församling. Församlingen uppgick 2006 i Teckomatorps församling.

## Kyrkor
- Norra Skrävlinge kyrka